# Michaël Bournival
Joseph Alain Michaël Bournival, född 31 maj 1992, är en kanadensisk professionell ishockeyspelare som spelar för Montreal Canadiens i NHL.